# Tanner Pearson
Tanner Pearson (* 10. August 1992 in Kitchener, Ontario) ist ein kanadischer Eishockeyspieler, der seit Juli 2025 bei den Winnipeg Jets aus der National Hockey League (NHL) unter Vertrag steht. Zuvor verbrachte der linke Flügelstürmer sechs Jahre bei den Los Angeles Kings, die ihn im NHL Entry Draft 2012 an 30. Position ausgewählt und mit ihm im Jahr 2014 den Stanley Cup gewonnen hatten. Zudem lief er bereits für die Pittsburgh Penguins, Vancouver Canucks, Canadiens de Montréal und Vegas Golden Knights auf.

## Karriere

### Jugend
Tanner Pearson wurde in Kitchener geboren, wo sein Vater für Bauer Hockey arbeitete, den führenden Hersteller von Eishockey-Ausrüstung. Durch ihn kam er bereits früh mit dem Sport in Kontakt, so nahm er mit seinem Vater mehrfach am Training von NHL-Franchises teil. Mit dem organisierten Eishockeyspielen begann er im Alter von vier Jahren in seiner Heimatstadt Kitchener. In der Folge durchlief er die Jugendabteilungen der Kitchener Rangers sowie der Kitchener Dutchmen, bis er in der Priority Selection 2008 der Ontario Hockey League (OHL) an 266. Position von den Barrie Colts wurde. Diese sehr späte Wahl, die auch durch einen Bruch des Handgelenks bedingt war, den er sich im Frühjahr 2008 zugezogen hatte, führte dazu, dass die Colts ihn vorerst nicht in den Kader aufnahmen. Vielmehr verbrachte Pearson die folgenden Saisons 2008/09 und 2009/10 bei den Waterloo Siskins in der Greater Ontario Junior Hockey League, einer drittklassigen Juniorenliga. In seinem zweiten Jahr in Waterloo überzeugte er mit 70 Scorerpunkten aus 51 Spielen, wurde infolgedessen mit Beginn der Saison 2010/11 in den Kader der Barrie Colts aufgenommen und spielte somit in der OHL, einer der drei erstklassigen Juniorenligen Kanadas.

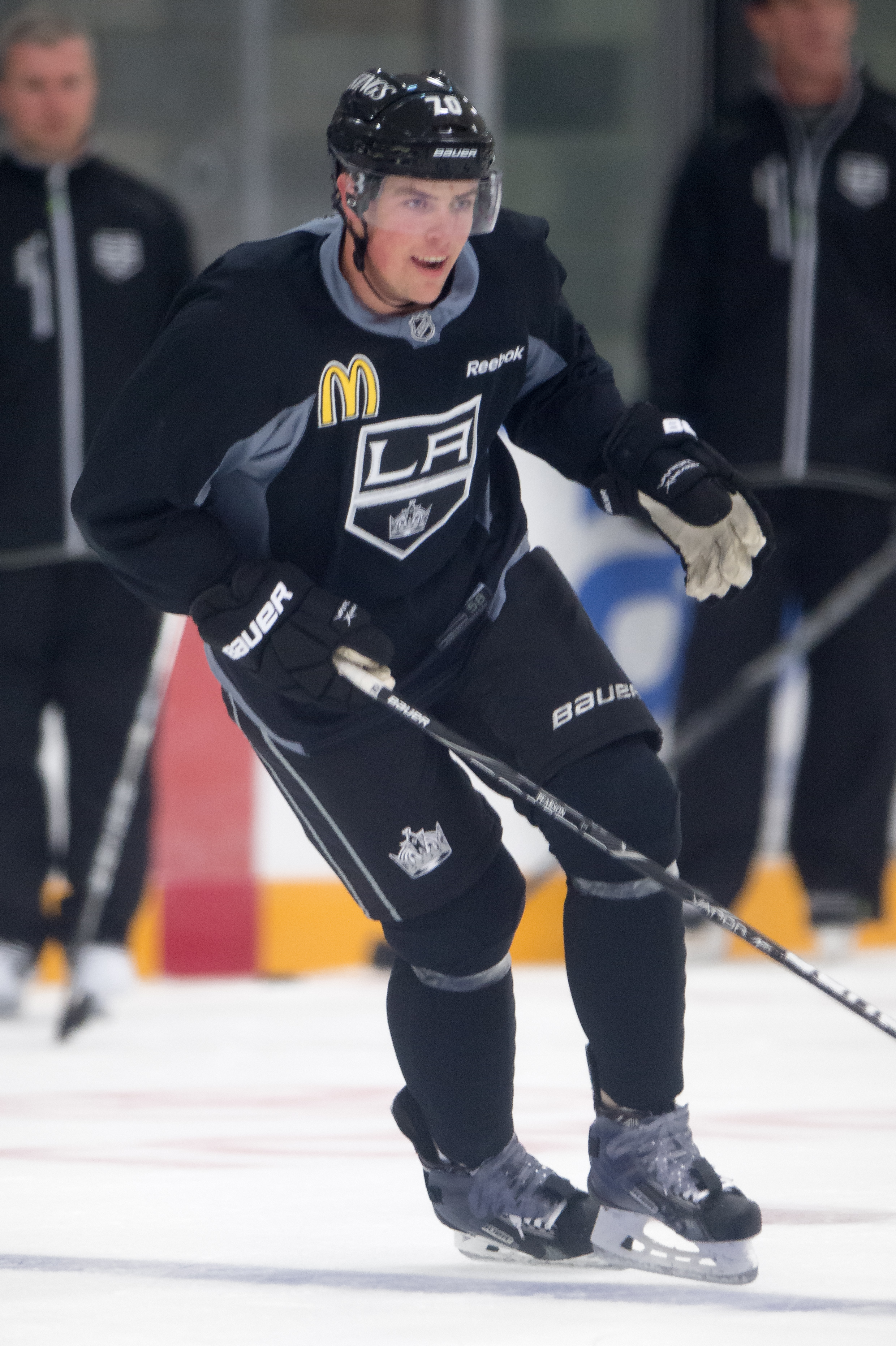
Pearson im Training der Los Angeles Kings (2013)

### Barrie Colts
Bei den Barrie Colts gelang Pearson der Durchbruch in der zweiten Spielzeit, in der er 91 Punkte in 60 Spielen erzielte. Zudem nahm er mit der kanadischen U20-Nationalmannschaft an der U20-Weltmeisterschaft teil und gewann dort mit der Mannschaft die Bronzemedaille. An den Playoffs der OHL konnte der Flügelstürmer nicht teilnehmen, da er sich im letzten Spiel der regulären Saison einen Bruch des Wadenbeins zuzog. Es folgte der NHL Entry Draft 2012, der der letzte war, in dem Pearson gedraftet werden konnte – seine zwei Jahre „Verspätung“, die durch den verspäteten Beginn bei den Barrie Colts zustande kamen, setzten sich beim NHL Entry Draft fort. Da seine Gegenspieler in der OHL in der Regel deutlich jünger waren als er, waren viele Scouts zurückhaltend in ihrer Einschätzung. Die Central Scouting Services listeten ihn trotzdem auf Position 29 der nordamerikanischen Feldspieler, sodass er im Endeffekt trotz seiner Bewertung als „Spätzünder“ in der ersten Runde ausgewählt wurde, von den Los Angeles Kings an 30. Stelle.

### NHL
Pearson überschritt die Altersbeschränkung der OHL, sodass die Los Angeles Kings ihn im August 2012 direkt mit einem Einstiegsvertrag ausstatteten und an die Manchester Monarchs, ihr Farmteam aus der American Hockey League (AHL), abgaben. Bei den Monarchs verbrachte der Kanadier die gesamte reguläre Saison und erzielte 47 Scorerpunkte in 64 Spielen. Nach dem Ausscheiden aus den Calder-Cup-Playoffs mit den Monarchs beriefen ihn die Kings erstmals in den NHL-Kader, sodass Pearson im Conference-Halbfinale gegen die San Jose Sharks sein Debüt in der National Hockey League gab. Zu weiteren Einsätzen kam er nicht; die Kings scheiterten in der nächsten Playoff-Runde an den Chicago Blackhawks.
Die Spielzeit 2013/14 verbrachte er im regelmäßigen Wechsel in AHL und NHL und kam dabei auf 41 Einsätze für die Monarchs und 25 Spiele für die Kings. Während der Playoffs allerdings stand Pearson fest im NHL-Aufgebot und hatte mit 12 Punkten aus 24 Spielen Anteil daran, dass die Kings den Stanley Cup gewannen. Nachdem er im Oktober 2014 als NHL-Rookie des Monats ausgezeichnet wurde, brach sich Pearson im Januar 2015 in einem Ligaspiel das linke Bein und fiel für den Rest der Saison aus. Bis dahin war er mit 12 Toren aus 42 Spielen zweitbester Torschütze der Kings und war als Rookie für die Skills Competition des NHL All-Star Game 2015 nominiert. Seinen Platz übernahm in der Folge Jiří Sekáč.
Im Mai 2017 unterzeichnete Pearson einen neuen Vierjahresvertrag in Los Angeles, der ihm ein durchschnittliches Jahresgehalt von 3,75 Millionen US-Dollar einbringen soll. Im November 2018 wurde er allerdings im Tausch für Carl Hagelin an die Pittsburgh Penguins abgegeben. Dort verbrachte er lediglich drei Monate, ehe er im Februar des folgenden Jahres im Tausch für Erik Gudbranson zu den Vancouver Canucks wechselte. In deren Trikot erzielte er in der Spielzeit 2019/20 mit 45 Punkten aus 69 Spielen seine bisher beste Karrierestatistik und unterzeichnete daher im April 2021 einen neuen Dreijahresvertrag in Vancouver, der ihm ein durchschnittliches Jahresgehalt von 3,25 Millionen US-Dollar einbringen soll.
Im September 2023 allerdings wurde Pearson samt einem Drittrunden-Wahlrecht im NHL Entry Draft 2025 an die Canadiens de Montréal abgegeben, während die Canucks im Gegenzug Casey DeSmith erhielten. Nach einem Jahr dort wechselte er im Oktober 2024 als Free Agent für eine Spielzeit zu den Vegas Golden Knights. Im Juli 2025 schloss sich der vertragslose Angreifer den Winnipeg Jets an.

## Erfolge und Auszeichnungen
- 2012 Teilnahme am CHL Top Prospects Game
- 2012 OHL Second All-Star Team
- 2014 Stanley-Cup-Gewinn mit den Los Angeles Kings
- 2014 NHL-Rookie des Monats Oktober
- 2015 Nominierung für die NHL All-Star Game Skills Competition (verletzungsbedingte Absage)

### International
- 2012 Bronzemedaille bei der U20-Junioren-Weltmeisterschaft

## Karrierestatistik
Stand: Ende der Saison 2024/25

### International
Vertrat Kanada bei:
- U20-Junioren-Weltmeisterschaft 2012

(Legende zur Spielerstatistik: Sp oder GP = absolvierte Spiele; T oder G = erzielte Tore; V oder A = erzielte Assists; Pkt oder Pts = erzielte Scorerpunkte; SM oder PIM = erhaltene Strafminuten; +/− = Plus/Minus-Bilanz; PP = erzielte Überzahltore; SH = erzielte Unterzahltore; GW = erzielte Siegtore; 1 Play-downs/Relegation; Kursiv: Statistik nicht vollständig)